# Sint-Petrus' Bandenkerk (Weiler)
De Sint-Petrus' Bandenkerk (Duits: Kirche St.Peter in Ketten) is een rooms-katholiek kerkgebouw in de Duitse plaats Weiler bij Boppard, Rijnland-Palts.

## Beschrijving en geschiedenis

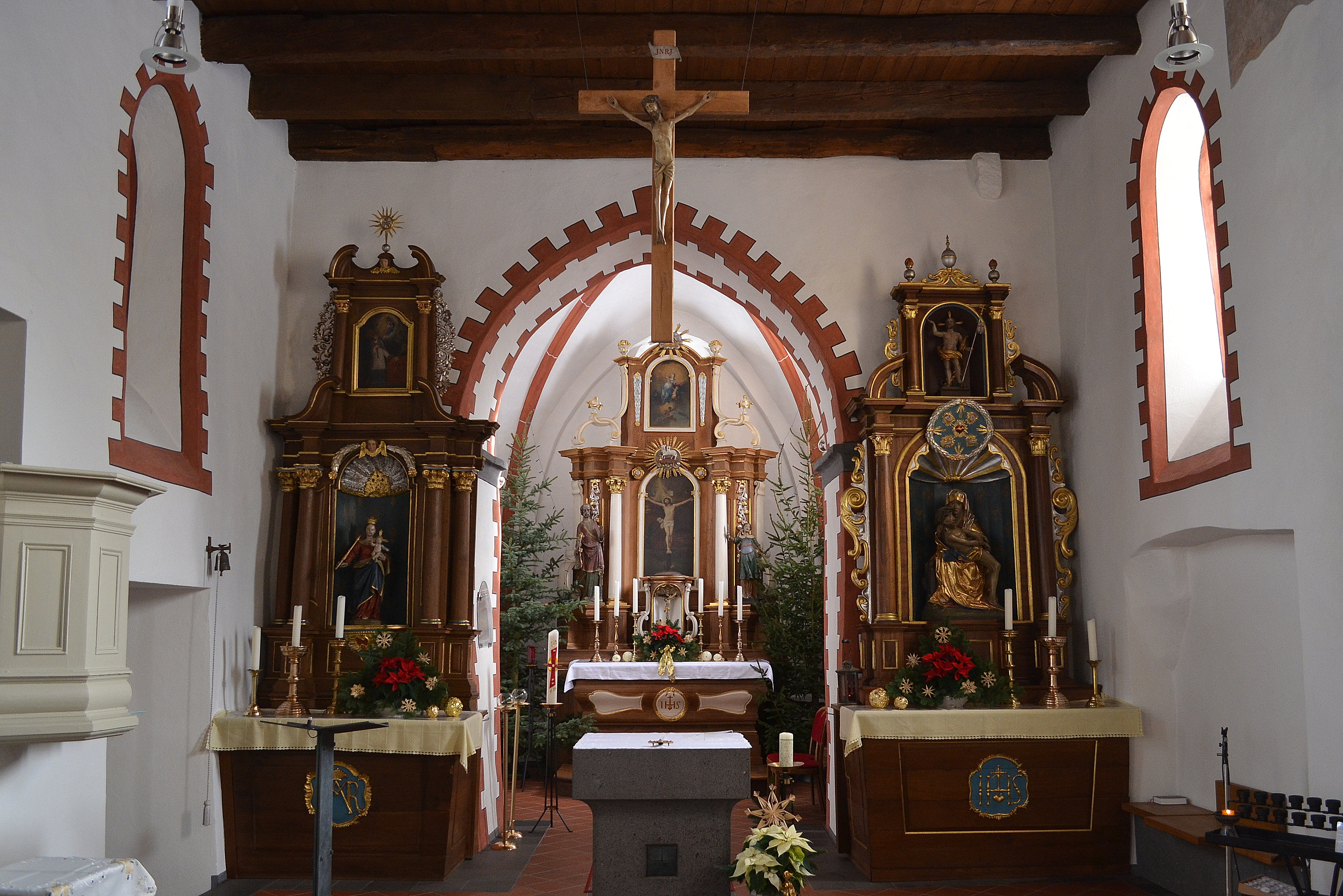
Altaren

Het Godshuis werd in de eerste helft van de 13e eeuw in romaanse stijl gebouwd. Het hoofdschip met een vlak balkenplafond werd in gotische stijl uitgevoerd en van steunberen voorzien. De in het kerkschip geïntegreerde toren heeft een barokke bekroning uit de 18e eeuw. Het rechthoekige koor bezit een kruisribgewelf.
Over de geschiedenis van de kerk is relatief weinig bekend. Lang was de kerk samen met de Egidiuskerk van het naburige Salzig een filiaalkerk van Boppard. In 1563 kreeg de kerk in Salzig echter een doopkapel, waar ook de kinderen van Weiler moesten worden gedoopt. Enige jaren later werd Salzig tot parochie verheven en Weiler werd nu een deel van deze nieuwe parochie. De bevolking van Weiler was echter vanaf het begin daar sterk op tegen en in brieven aan het bisschoppelijk gezag presenteerde Weiler zichzelf als medeparochie of beweerden de schrijvers dat hun kerk en niet die van Salzig als moederkerk functioneerde. Ook tegenwoordig is de Sint-Petrus' Bandenkerk een filiaalkerk van de parochie Bad Salzig. 

## Interieur
Het interieur bezit een aantal belangrijke kunstwerken. Het beeld van Sint-Petrus dateert uit de 13e-14e eeuw. Uit de 15e eeuw stamt het vroeggotische kruis en het beeld van de Moeder der Smarten uit de 16e eeuw. Het meest waardevolle kunstwerk was een zittende Madonna in romaanse stijl, dat in 1908 werd verkocht aan het bisschoppelijk museum van Trier. 
Na de Tweede Wereldoorlog werd het kerkgebouw te klein en vond er in 1952-1953 een verlenging van 6 meter plaats om er een sacristie te huisvesten. Ook schafte men een orgel en nieuwe kerkbanken aan. Buiten kreeg de kerk een nieuwe stuclaag en binnen werd de kerk opnieuw gewit, waarbij men de fresco's sterk beschadigde en overschilderde.
Een volgende restauratie vond in de jaren 1980-1983 plaats. Het balkenplafond werd bij deze restauratie tevoorschijn gehaald. Eveneens werden de fresco's met scènes uit het leven en sterven van Christus weer blootgelegd en ondergingen de barokke altaren een renovatie. Dankzij de offervaardigheid van de bevolking van Weiler kon de kerk ook nieuwe verwarming en in 1998 een nieuw elektronisch orgel installeren.

## Afbeeldingen

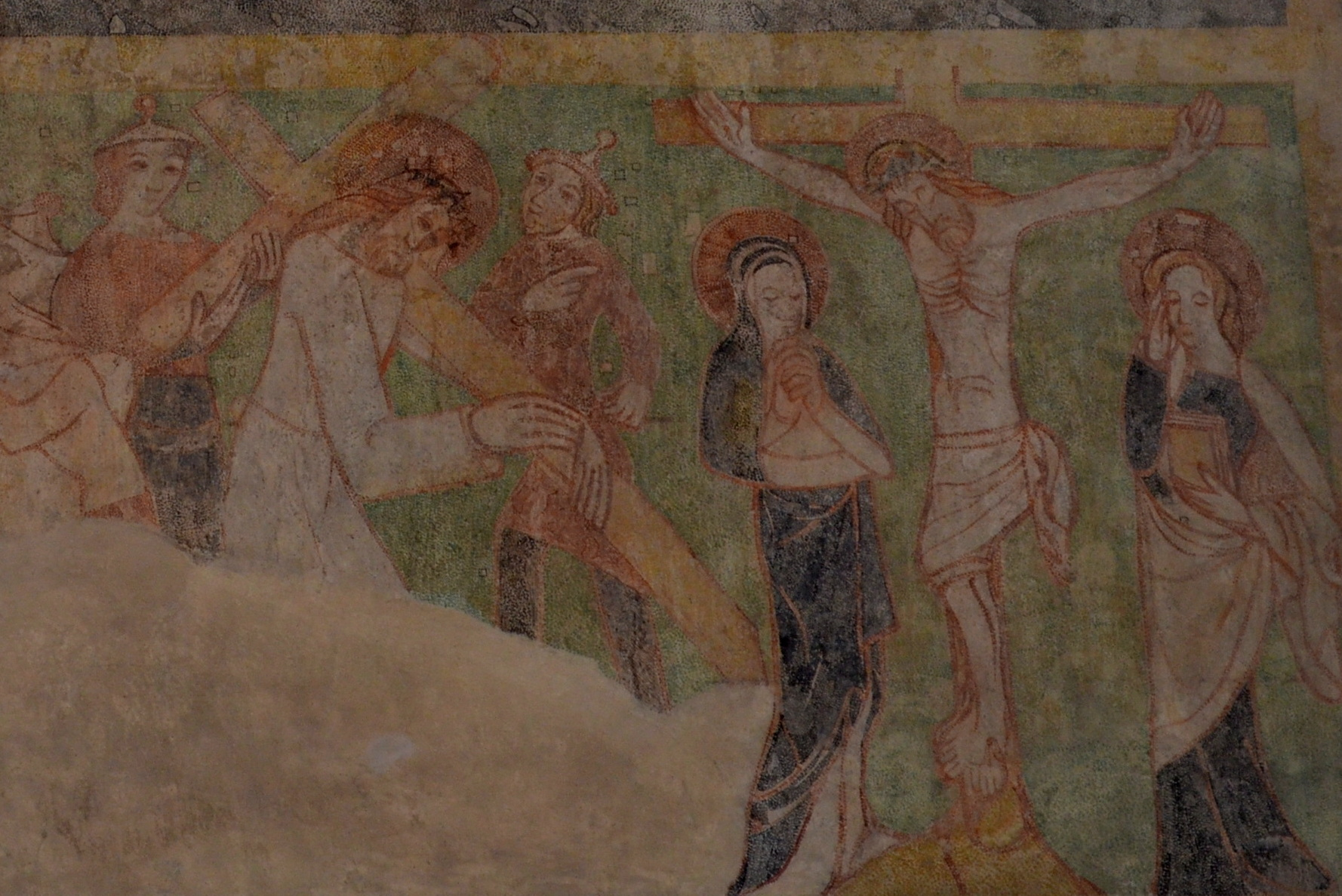
Fresco
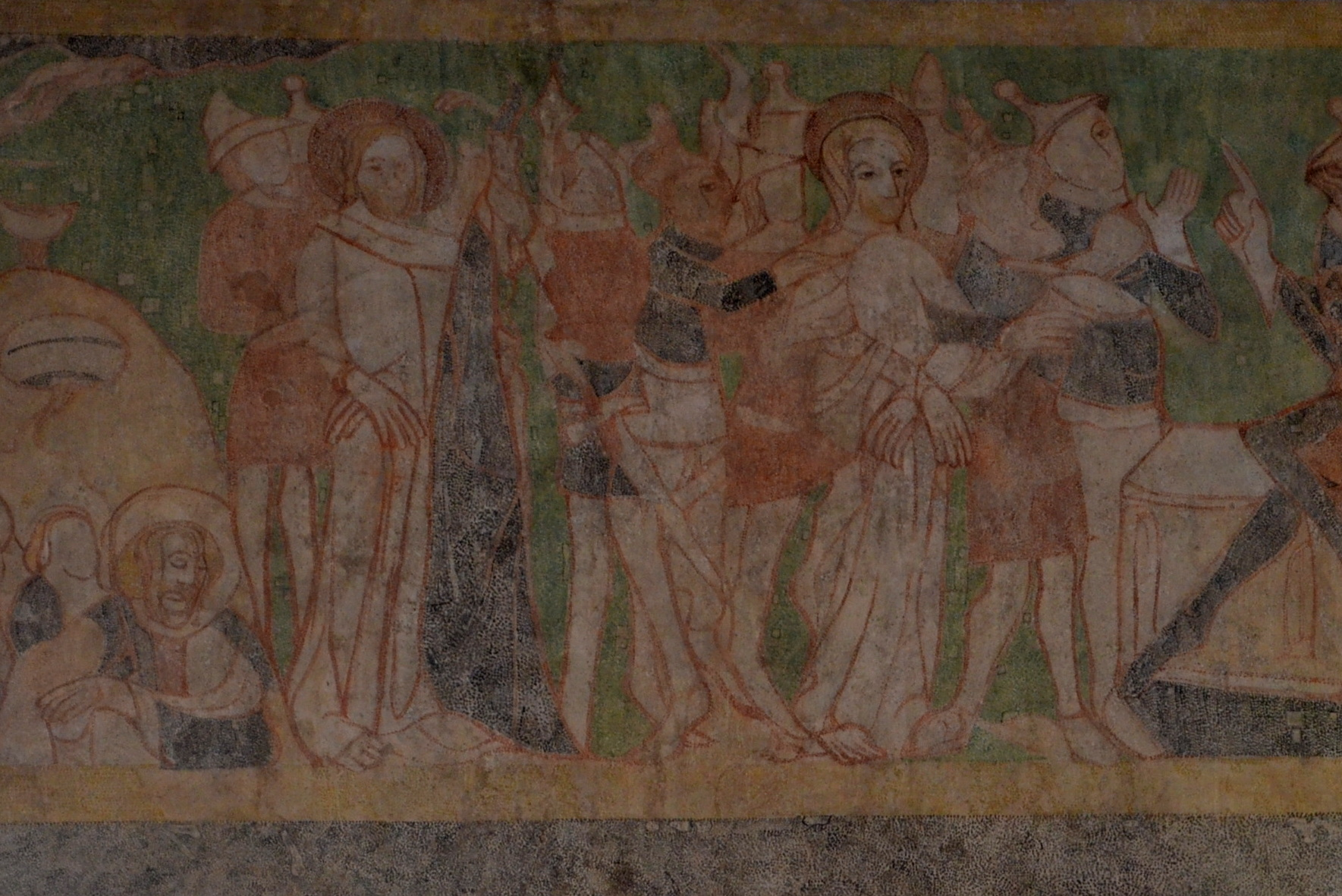
Fresco
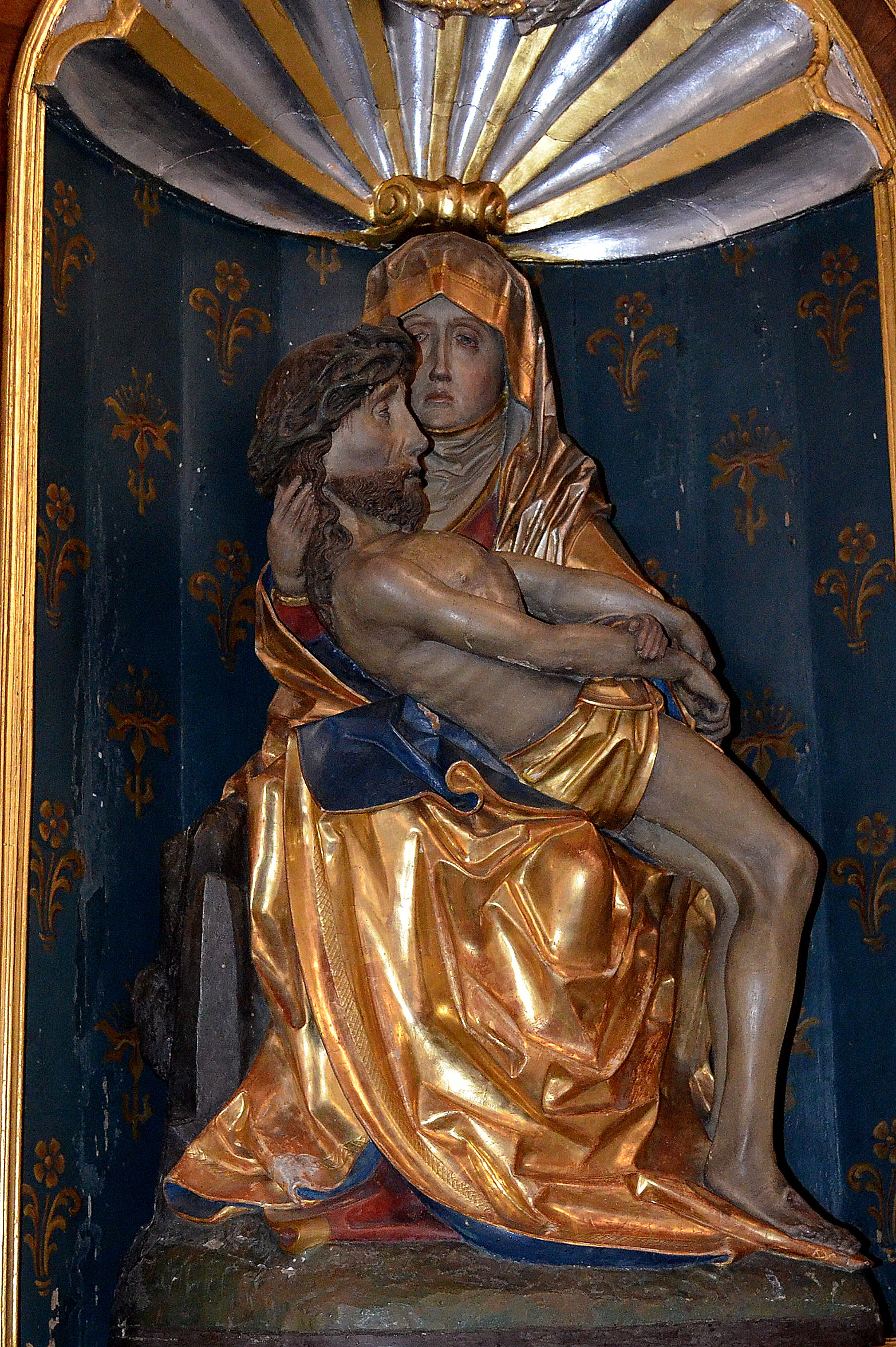
Piëta
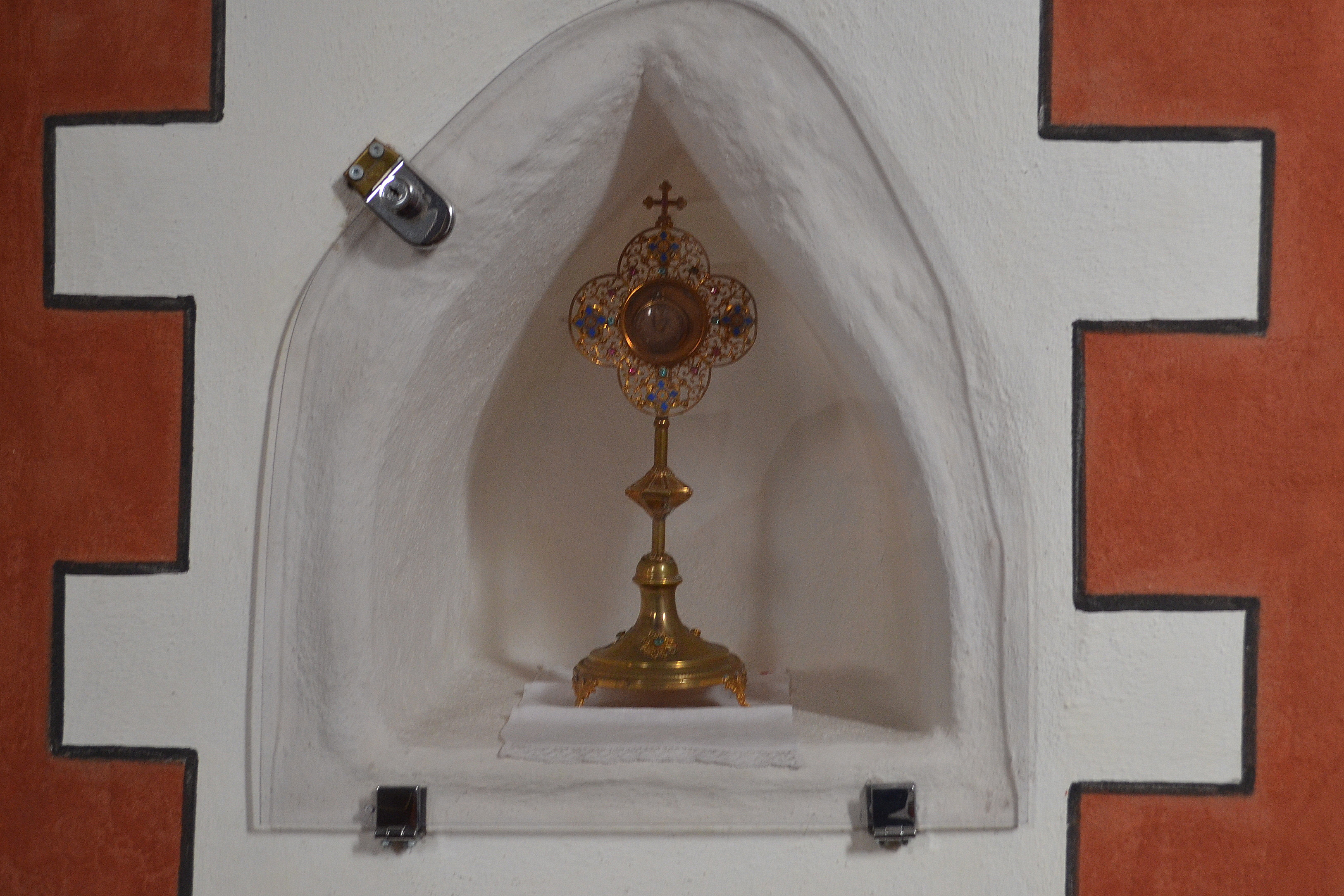
Monstrans